# Státní okresní archiv Cheb
Státní okresní archiv Cheb, zkráceně též SOkA Cheb, je jedním z devíti okresních archivů spadajících do působnosti Státního oblastního archivu v Plzni. Na území své působnosti zajišťuje předarchivní péči, ochranu, kontrolu, evidenci, ukládání a zpřístupňování archiválií. Organizuje i výstavy věnující se lokální historii.

## Historie

### První zmínky o chebském archivu
Vůbec první zpráva o existenci archivu pochází z roku 1636. Pražské místodržitelství si totiž právě v tomto roce vyžádalo listinné podklady k některým českým lénům nacházejícím se za hranicemi Chebska. Další konkrétní zmínkou je zápis v knize radních protokolů z 12. 5. 1659. Píše se zde, že bývalý purkmistr Clement von Holdorf obdržel za inspekci archivu odměnu 100 zlatých.

### V 18. a 19. století
Roku 1728 byla část archivu přestěhována ze staré radnice do druhého patra nové radnice, kde byla pro archiv vyhrazena zvláštní místnost. Zajímavý je zápis v knize výdajů města Chebu o tom, že mistr zámečnický Gregor Herbeck inkasoval za zhotovení nových šuplíků do archivu 28 zlatých. Správcem archivu byl roku 1732 jmenován archivář Johann Michael Schlecht. Jednou z největších pohrom pro archiv bylo funkční období starosty Abrahama Vinzenze Josefa Totzauera. Ten nechal roku 1823 zbylou část archivu přemístit z půdy staré radnice na půdu radnice nové. S archiváliemi, jak píše ve své kronice Vincent Pröckl, bylo nakládáno jako s hnojem či makulaturou. Námezdními dělníky byly bez dozoru přenášeny v koších na vlhkou půdu a tam bez ladu a skladu kupeny na hromady. Z listin si prý chlapci dokonce vyráběli malé bubínky.

Reforma státní správy a nařízení týkající se předávání kompetencí a materiálů z 15. listopadu 1849 přinesly archivu další výrazné ztráty. Nelze již přesně říci, kolik archiválií muselo být z registratury převedeno na nově vzniklé instituce. Tak například roku 1897 bylo zpět do archivu vráceno přes 500 gruntovních knih, které byly právě roku 1849 předány Okresnímu soudnímu prezidiu v Chebu. Část městské registratury byla také přestěhována do tzv. Stadthausu, dnešního sídla chebského muzea a zde uložena na půdě a několika dalších místnostech.
Roku 1878 povolal občanský výbor města Chebu do funkce pomocného archiváře a muzejníka Heinricha Gradla. Ten studoval v Praze historii a germanistiku a měl pro archivní práci ty nejlepší předpoklady. K definitivnímu jmenování archivářem došlo až v květnu 1882. Heinrich Gradl se po letitém úsilí domohl nového, důstojnějšího prostředí pro uložení městských archiválií. Archiv byl roku 1892 kompletně přestěhován do tří místností v přízemí tzv. Rudolfina. Tam se Gradl zpočátku věnoval uspořádání archivní knihovny, která tehdy čítala více než tři tisíce svazků.

### V 1. pol. 20. století
V říjnu 1895 přebírá archiv JUDr. Karl Siegl. Jeho dlouholeté působení zanechalo v archivu hluboké stopy. Jeho pečlivá práce se zaměřila především na pořádání fondu Archiv města Cheb. Roku 1912 se Siegl postaral o přestěhování archivu do budov bývalého kláštera klarisek, který byl roku 1782 císařem Josefem II. zrušen a během 19. století sloužil jako věznice. Archiv byl umístěn do prvního patra kláštera, hlavním depozitářem se stal bývalý refektář.
V únoru roku 1934 přebírá chebský archiv dr. Heribert Sturm, který zde setrval až do odsunu německého obyvatelstva roku 1946. V průběhu 2. světové války byl archiv převezen po částech do Bavorska a tam skladován na několika místech. Po osvobození ČSR byl ve spolupráci s americkou armádou vrácen na své původní místo do budov na Františkánském náměstí.

### Po roce 1945
Roku 1946 se archivu ujímá PhDr. Mira Mladějovská. Její působení bylo provázeno velmi citlivým a fundovaným zacházením s archiváliemi většinou německé provenience. Stejně citlivého a ohleduplného zacházení se jí bohužel nedostalo od nastupujícího komunistického režimu.
V roce 1953 vzniká Okresní archiv Cheb s působností pro okresy Cheb a Aš. Dalšími okresními archiváři se stali Jaroslav Slavík (1951–1967), Jan Balcar (1967–1968), Alexander Gross (1968–1972), Josef Jelínek (1972–1974) a Cyril Nekuda (1974–1990).
Od roku 1990 byl Státní okresní archiv v Chebu podřízen Okresnímu úřadu v Chebu. Jeho ředitelem byl PhDr. Jaromír Boháč.
Od 1. srpna 2002 je Státní okresní archiv Cheb vnitřní organizační jednotkou Státního oblastního archivu v Plzni a od roku 2006 je jeho ředitelem Mgr. Karel Halla.

## Územní působnost

#### Územní působnost SOkA Cheb je vymezena okresem Cheb s následujícími obcemi:[4]
Aš, Dolní Žandov, Drmoul, Františkovy Lázně, Hazlov, Hranice, Cheb, Krásná, Křižovatka, Lázně Kynžvart, Libá, Lipová, Luby, Mariánské Lázně, Milhostov, Milíkov, Mnichov, Nebanice, Nový Kostel, Odrava, Okrouhlá, Ovesné Kladruby, Plesná, Podhradí, Pomezí nad Ohří, Poustka, Prameny, Skalná, Stará Voda, Teplá, Trstěnice, Třebeň, Tři Sekery, Tuřany, Valy, Velká Hleďsebe, Velký Luh, Vlkovice, Vojtanov, Zádub-Závišín

#### Obcemi s pověřeným obecním úřadem:[4]
Aš, Cheb a Mariánské Lázně

#### Obcemi s rozšířenou působností:[4]
Aš, Cheb a Mariánské Lázně

## Fondy
Ve Státním okresním archivu Cheb jsou uloženy především:
- fondy politické správy, zejména okresní politické správy po roce 1850 (okresní úřady, okresní správní komise, okresní zastupitelstva apod.)
- fondy finanční správy, zejména okresní finanční správy po roce 1850 (např. finanční, berní a celní úřady)
- fondy samosprávy obecní (archivy měst a obcí) a zájmové (kupř. cechy, živnostenská společenstva, stavovské organizace)
- fondy národních výborů (okresní, městské a místní národní výbory) a jejich zařízení (např. okresní komise lidové kontroly, výbory lidové kontroly, Okresní zemědělská správa, hasičské záchranné sbory, provozovny národních výborů)
- fondy justiční správy (okresní soudy, úřední soudy, okresní prokuratury, veřejní a soukromí notáři apod.)
- fondy škol a školské správy (nejrůznější druhy škol, okresní, újezdní a místní školní rady, SRPŠ)
- fondy peněžních ústavů (např. kampeličky, záložny, spořitelny)
- fondy zdravotních zařízení (nemocnice, dětské domovy, výchovné ústavy atp.)
- fondy politických a odborových organizací (politické strany, ROH, okresní a místní výbory NF aj.)
- fondy družstevních organizací (např. JZD)
- fondy dalších organizací a spolků (Sokol, dělnické tělovýchovné jednoty, Český svaz tělesné výchovy, sbory dobrovolných hasičů, nejrůznější spolky kulturní, zájmové, vojenské, učitelské, studentské, náboženské, umělecké, vzdělávací, sociální, spořitelní apod., společenské organizace po r. 1948 atp.)
- fondy kulturních a vědeckých zařízení (např. knihovny, galerie, divadla, kina, domy dětí a mládeže)
- fondy církevních institucí (především fary, děkanství, vikariátní úřady)

Kompletní databáze fondů archivu je vedena v celostátní databázi PEvA. Odkazem lze v samostatném okně zobrazit databázi fondů SOkA Cheb.

## Badatelna

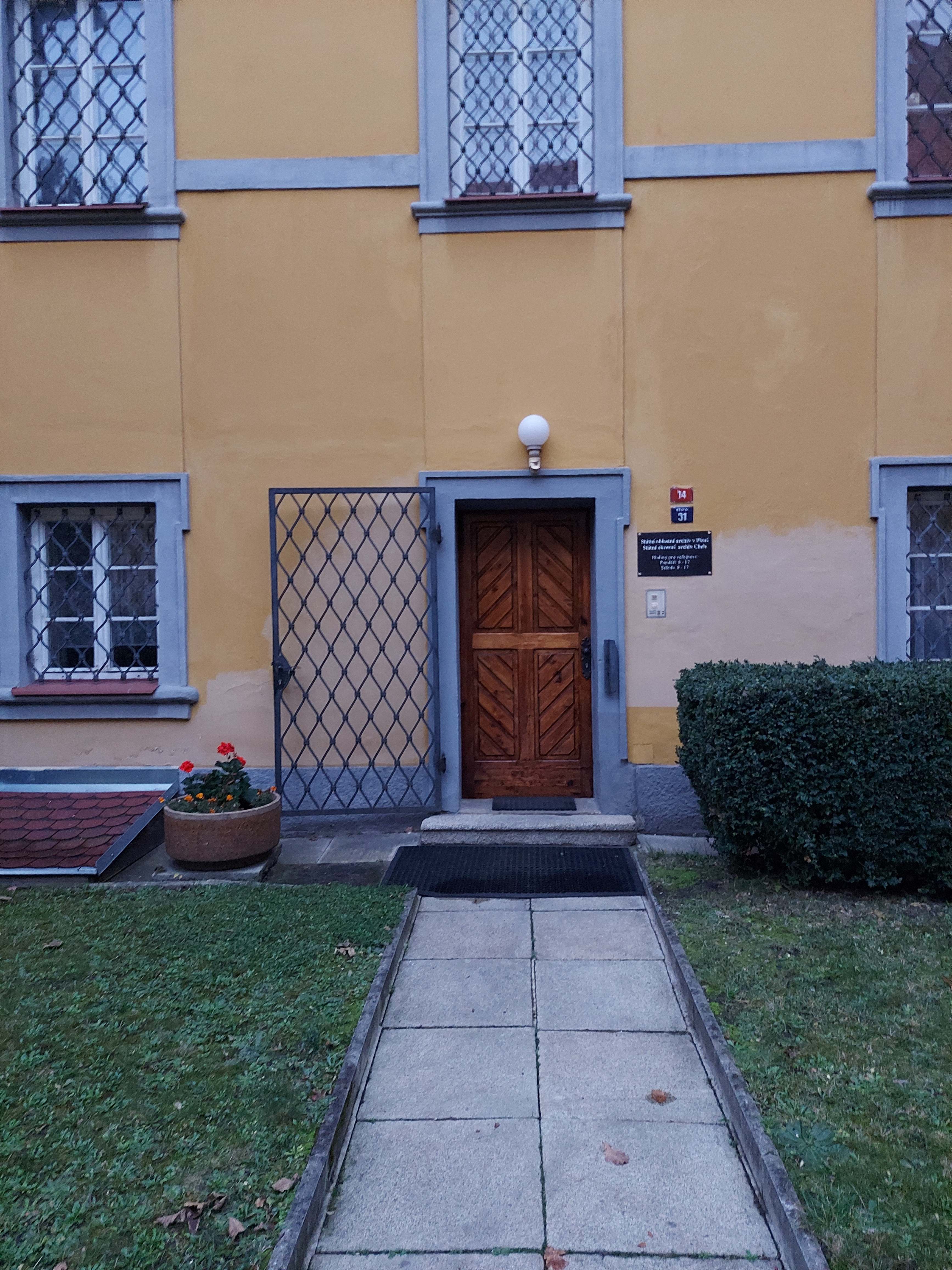
Hlavní vchod do státního okresního archivu v Chebu

K prezenčnímu studiu slouží badatelna nacházející v budově archivu na adrese Františkánské náměstí 14, Cheb. Využití badatelny je možné pouze po předchozím objednání.
Otevírací doba badatelny je (k 15. listopadu 2024) pondělí od 8:00 do 17:00 a středa od 8:00 do 17:00.

## Galerie

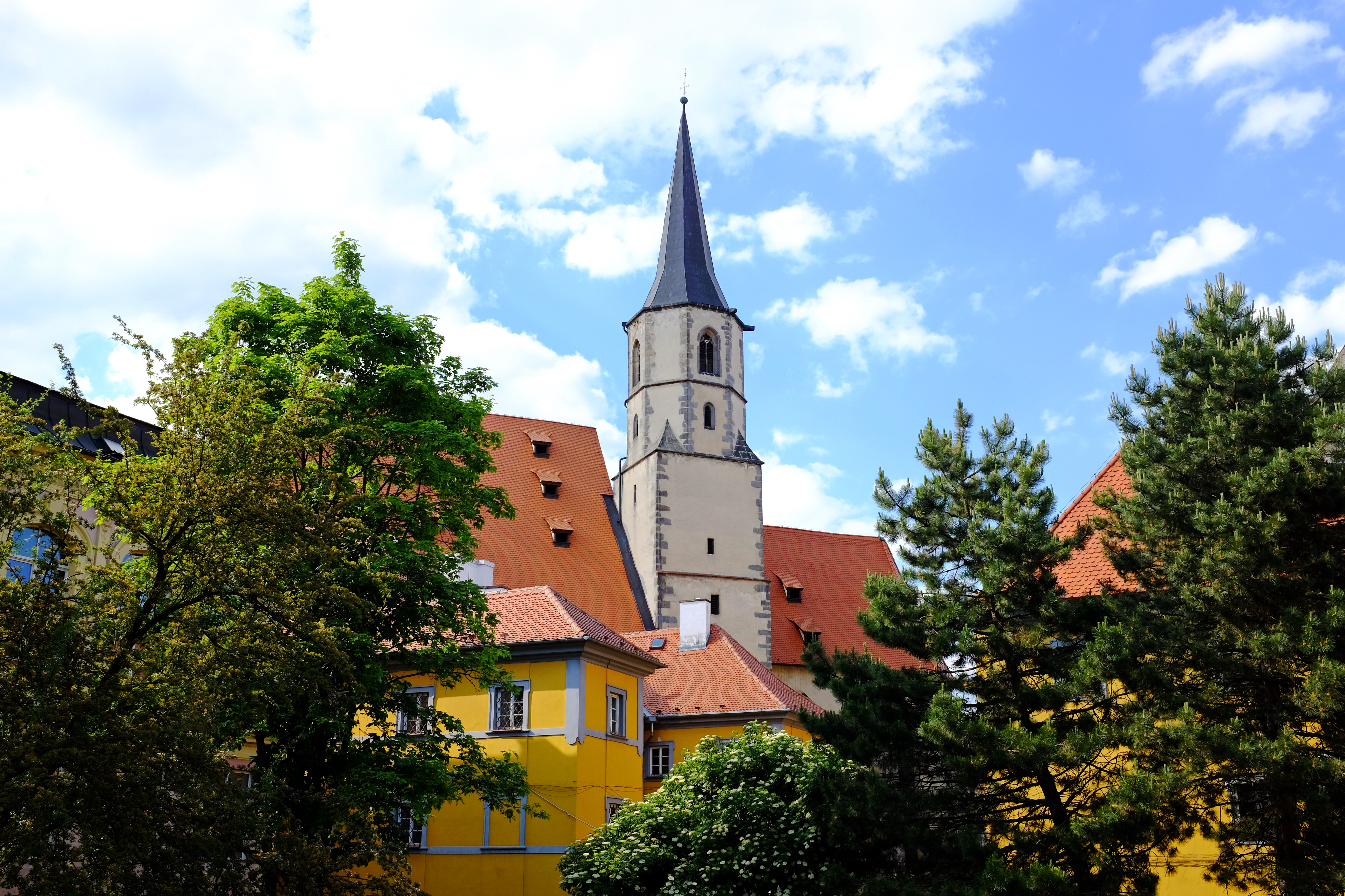
Budovy Státního okresního archivu Cheb - františkánský klášter s věží kostela Zvěstování Panny Marie
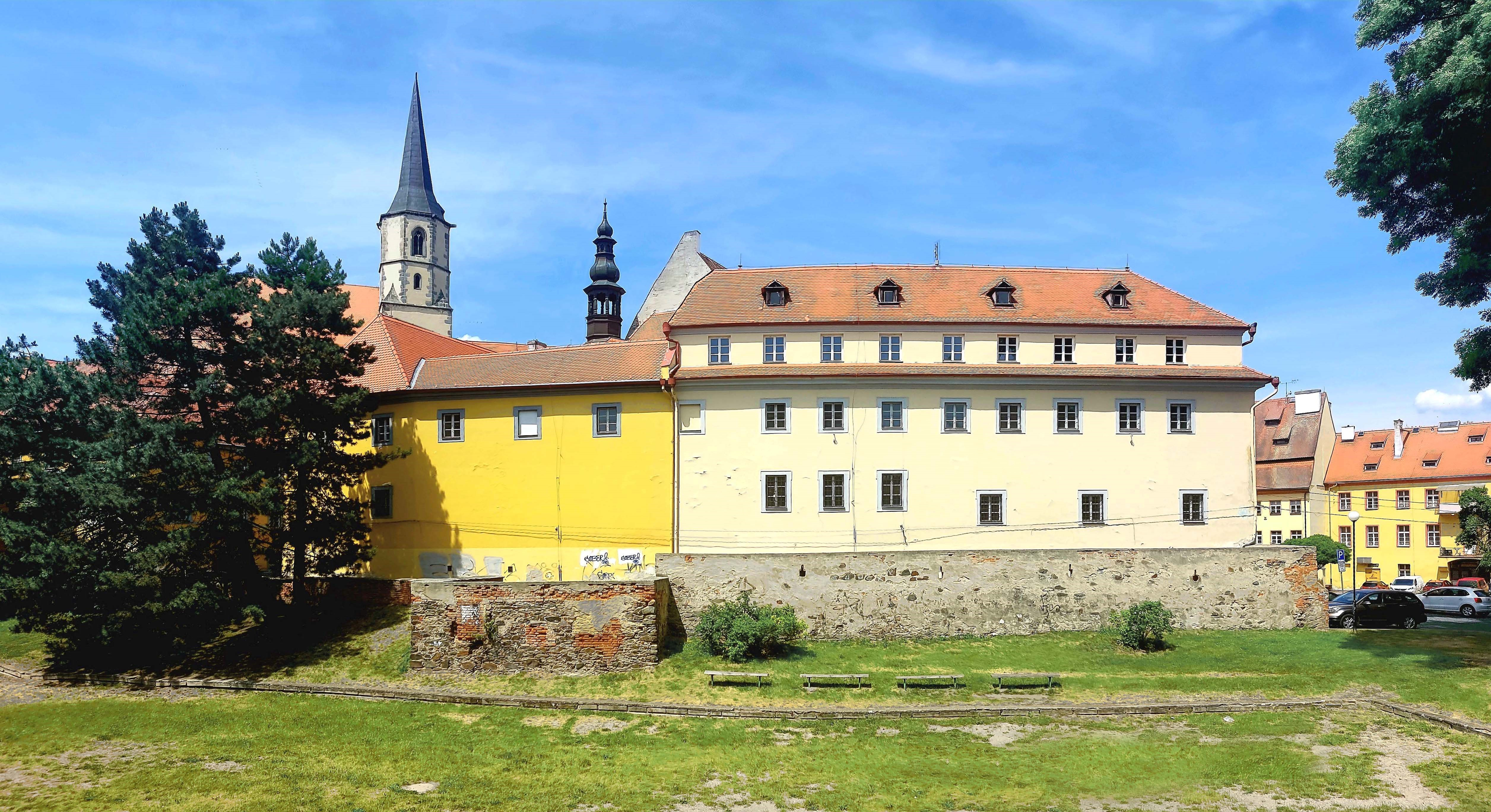
Budovy Státního okresního archivu Cheb - bývalý klášter klarisek
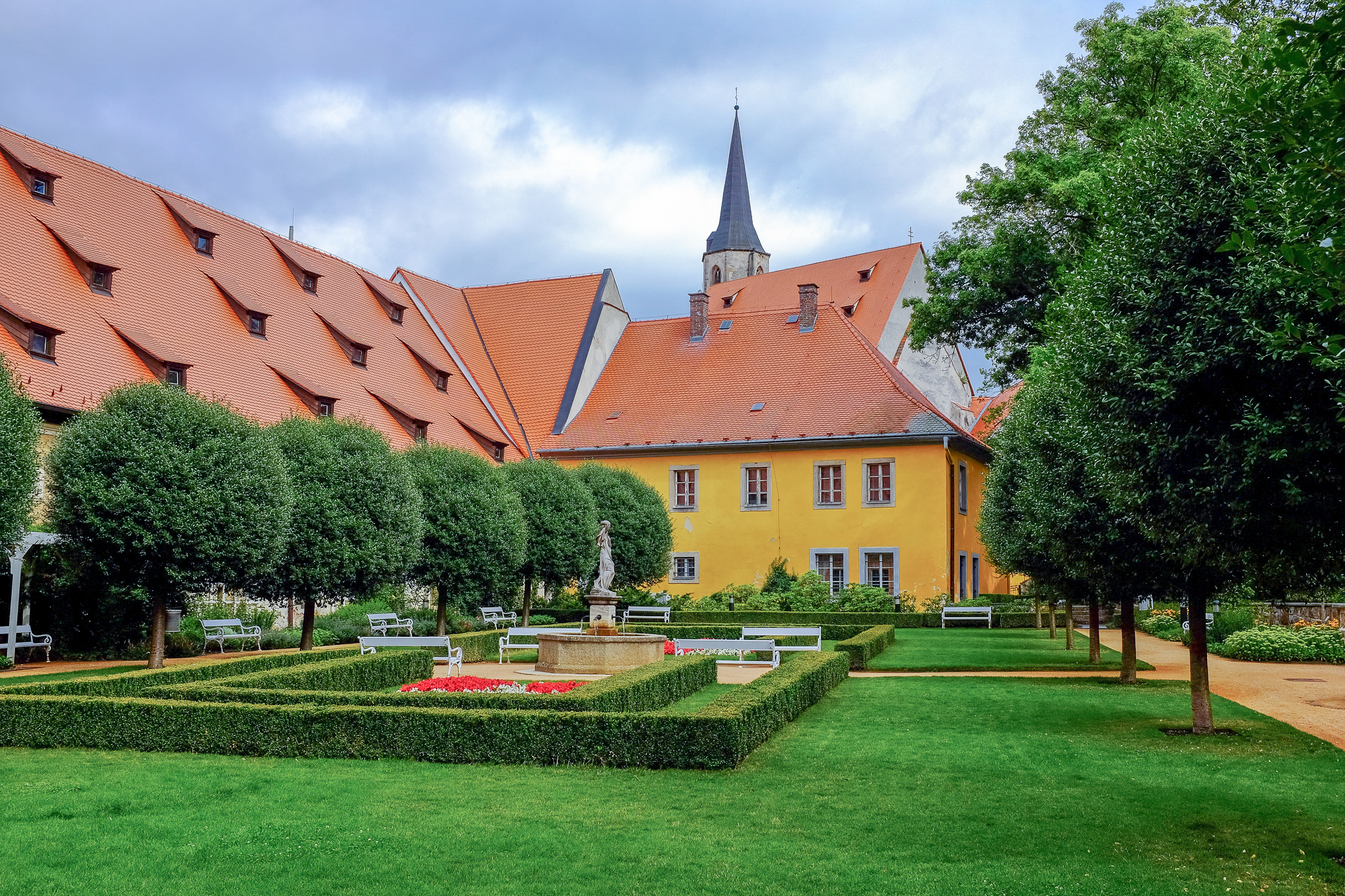
Klášterní zahrada, v pozadí budovy Státního okresního archivu Cheb
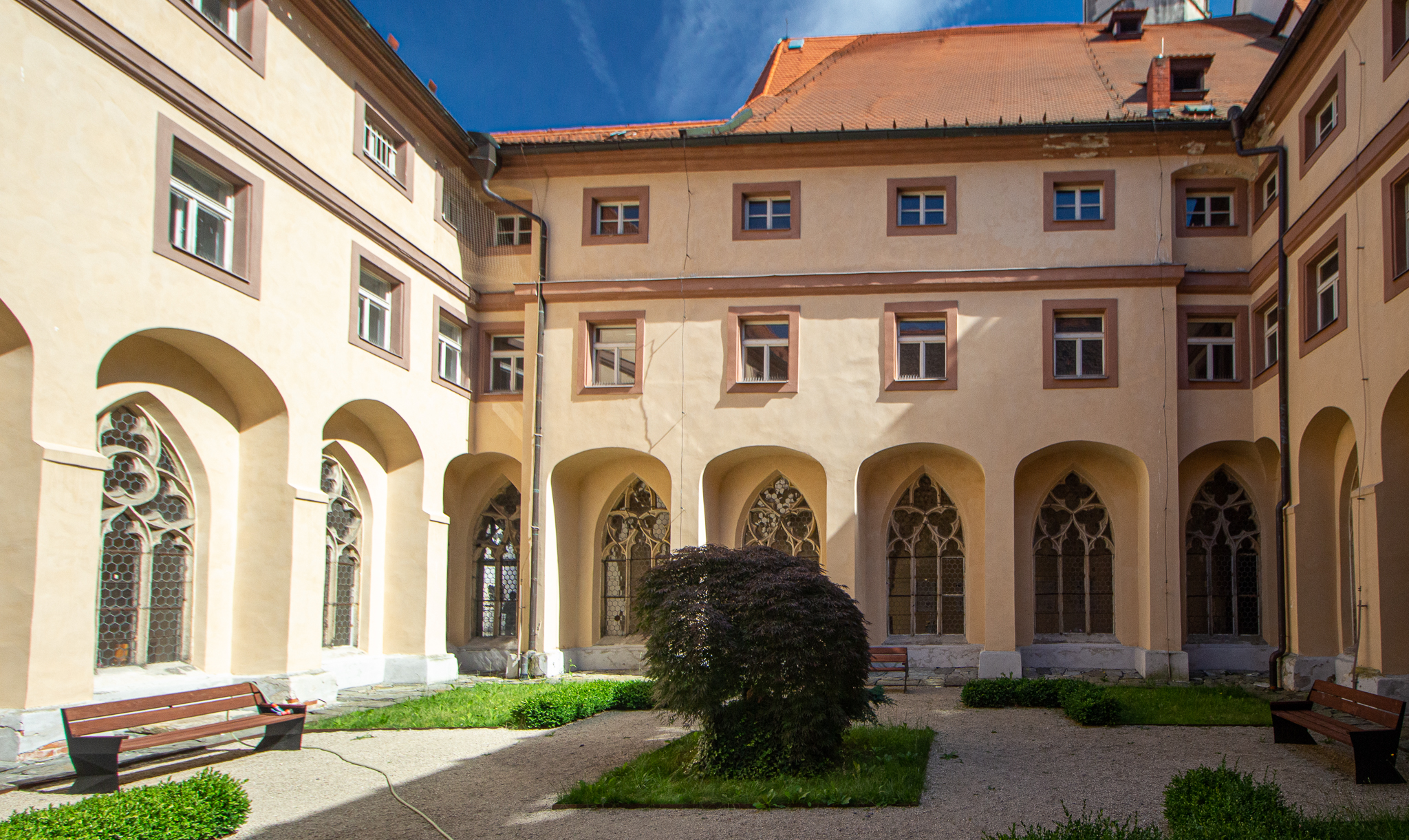
Budovy Státního okresního archivu Cheb - františkánský klášter, Rajská zahrada
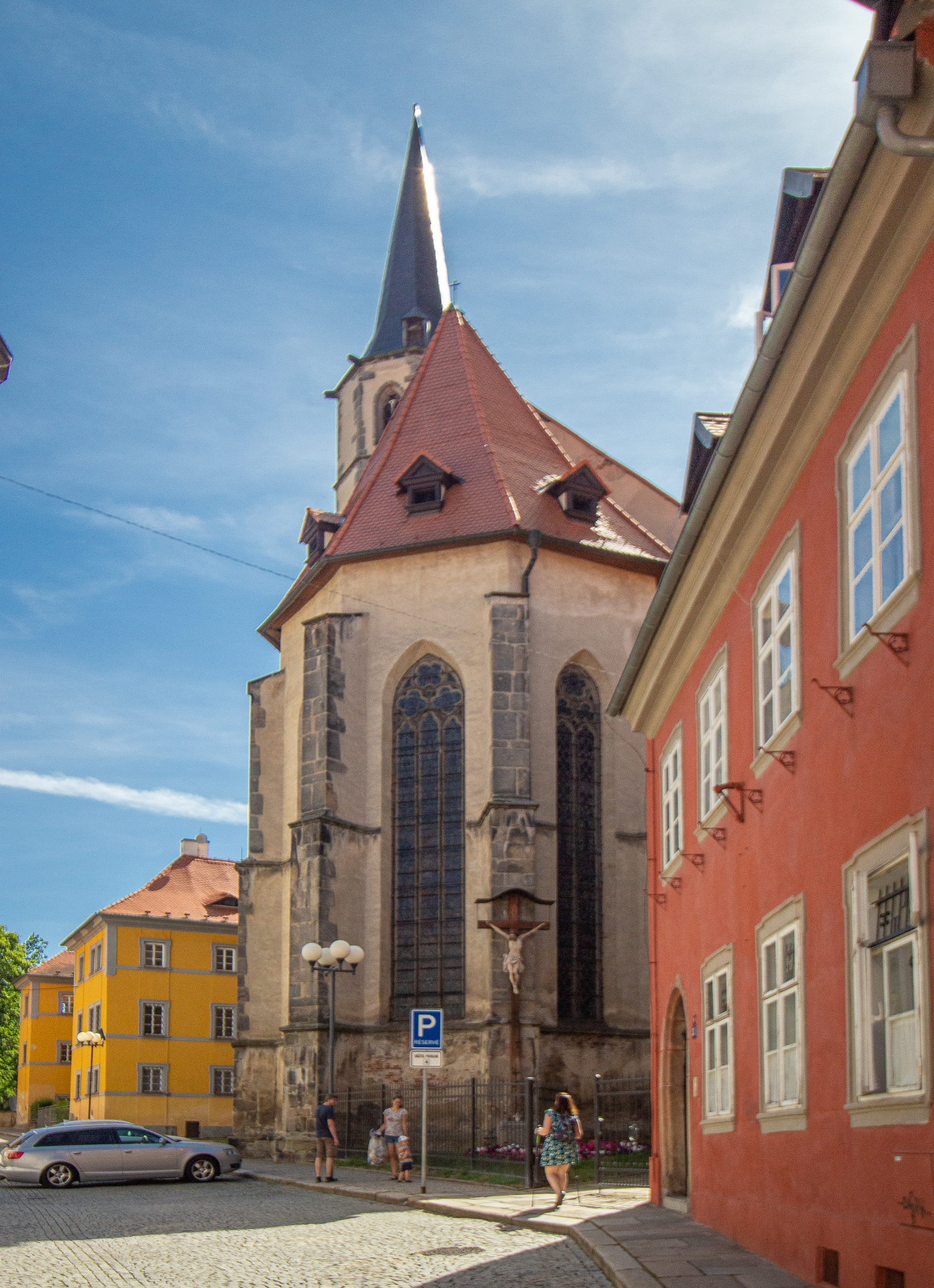
Františkánské náměstí - kostel Zvěstování Panny Marie, v pozadí budovy Státního okresního archivu Cheb
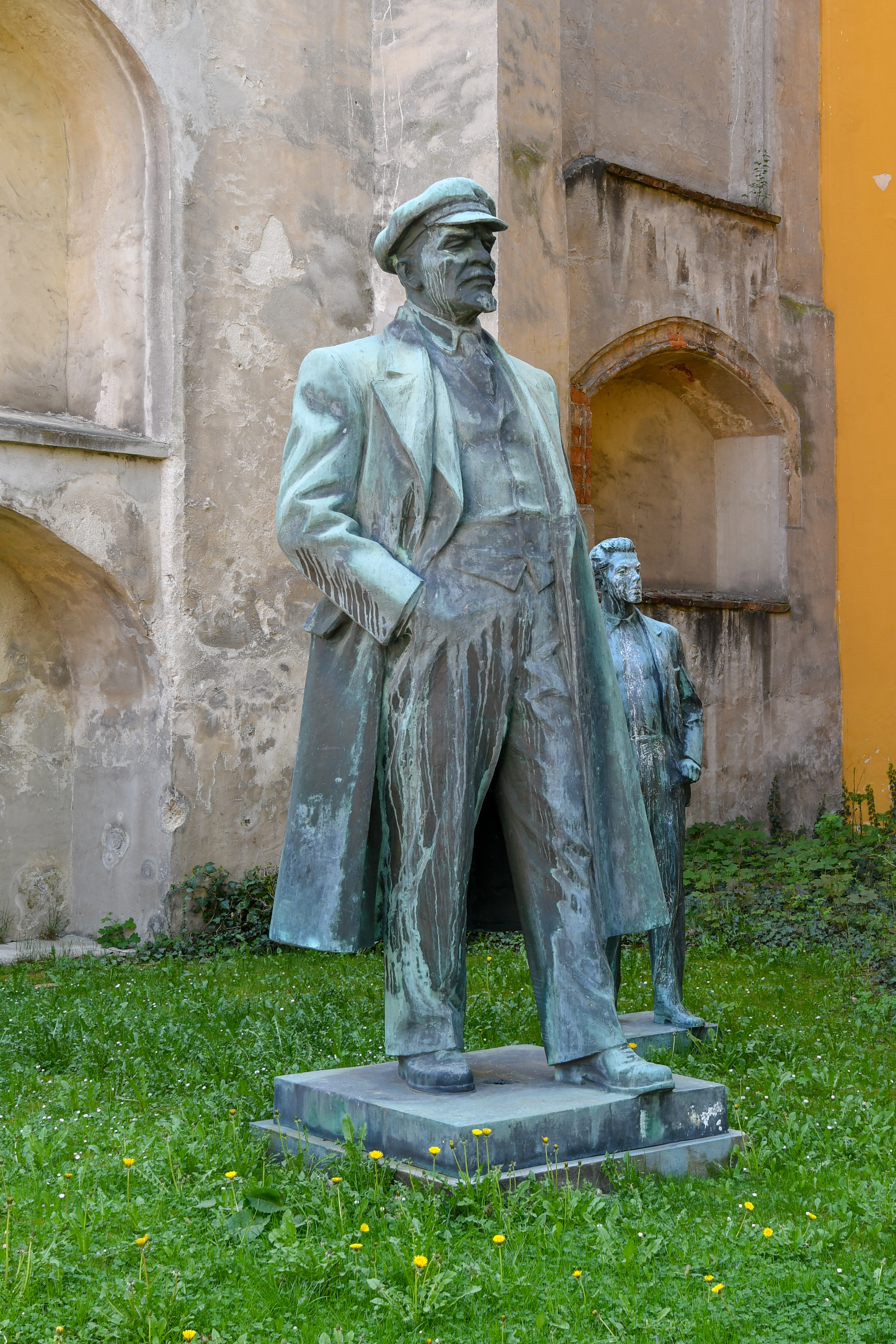
Areál Státního okresního archivu Cheb - sochy V. I. Lenina a J. Fučíka v zahradě františkánského kláštera